# کاچئی
کاچئی (به اسپانیایی: Cachi) یک منطقهٔ مسکونی در آرژانتین است که در بخش د کاچی واقع شده‌است. کاچئی ۵٬۲۵۴ نفر جمعیت دارد و ۲٬۵۳۱ متر بالاتر از سطح دریا واقع شده‌است.